# Ercole Domenico Monanni
Ercole Domenico Monanni, a volte scritto anche Monnanni (Candia, 12 giugno 1631 – Terracina, 1710), è stato un vescovo cattolico italiano.

## Biografia
Nato nel 1631 da Raffaello Monanni, monterchiese, fu dottore in utroque iure a Pisa e poi vicario generale e vicario capitolare della sede suburbicaria di Velletri. Il 22 agosto 1667 fu eletto vescovo di Terracina, Priverno e Sezze da papa Clemente IX.
Morì a Terracina nel giugno 1710.